# Paço Imperial
O Paço Imperial é um edifício histórico localizado na atual Praça XV de Novembro, no centro da cidade do Rio de Janeiro, Brasil.
Construído no século XVIII para residência dos governadores da Capitania do Rio de Janeiro, passou a ser a casa de despachos, sucessivamente, do Vice-Rei do Brasil, do Rei de Portugal Dom João VI e dos Imperadores do Brasil, sofrendo ampliações no século XIX. Atualmente é um centro cultural. Pela sua importância histórica e estética, o Paço Imperial é considerado o mais importante dos edifícios civis coloniais do Brasil.

## História

### Casa dos Governadores e Vice-Reis

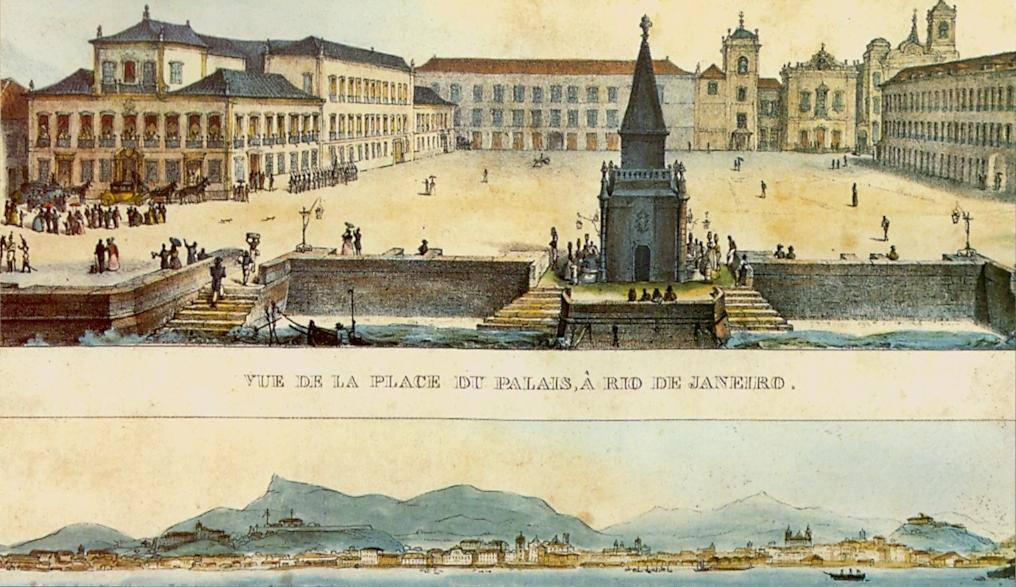
Na parte superior, a atual Praça XV, do lado esquerdo o Paço Imperial (sede do governo Colonial, Real e Imperial) ao fundo o Convento e Igreja do Carmo (onde D. Pedro I e D. Pedro II foram coroados) e o Chafariz do Mestre Valentim, na frente. Na parte inferior um panorama da cidade com destaque o Corcovado. De Jean-Baptiste Debret, em 1830.

A história do edifício começa no ano de 1733, quando o governador Gomes Freire de Andrade, conde de Bobadela, pede ao rei D. João V licença para edificar uma casa de governo no Rio de Janeiro. Cerca de 1738 começa a construção do edifício, seguindo o projeto do engenheiro militar português José Fernandes Pinto Alpoim, no Largo do Carmo (ou da Polé), atual Praça XV de Novembro, no centro da cidade colonial. A nova Casa dos Governadores foi inaugurada em 1743. Aproximadamente na mesma época o Largo sofreu outras intervenções urbanísticas importantes, com a construção das casas de Telles de Menezes do lado oposto ao do Paço (também projetadas por Alpoim) e a inauguração de um chafariz, trazido de Lisboa, no centro do largo.
Alpoim aproveitou os edifícios preexistentes no local, o Armazém Real e a Casa da Moeda, na nova edificação, acrescentando dois pisos novos com janelas com pequenas sacadas e molduras de vergas curvas, na época uma novidade no Brasil. No interior há uma bela portada em pedra de lioz e vários pátios para a circulação, e o acesso aos pisos superiores se dá por uma bela escadaria. Até 1808 a Casa da Moeda e o Real Armazém continuaram a funcionar no térreo.
Em 1763, com a transferência da sede do Vice-Reino do Brasil de Salvador para o Rio de Janeiro, a Casa dos Governadores passou a ser a casa de despachos do Vice-Rei, o Paço dos Vice-Reis.

### Paço Real
Em 1808, com a chegada ao Rio de Janeiro da família real portuguesa, o edifício é promovido a Paço Real e usado como casa de despachos do Príncipe-Regente (e depois Rei) D. João VI. Nessa época o Paço sofreu obras de adaptação, tendo sido acrescentado um novo andar central à fachada voltada para a Baía da Guanabara. Os interiores foram redecorados e o Paço ganhou uma Sala do Trono, onde ocorria a tradicional cerimônia do Beija-mão. Também se construiu um passadiço ao vizinho Convento do Carmo, onde se instalou a Rainha D. Maria I.

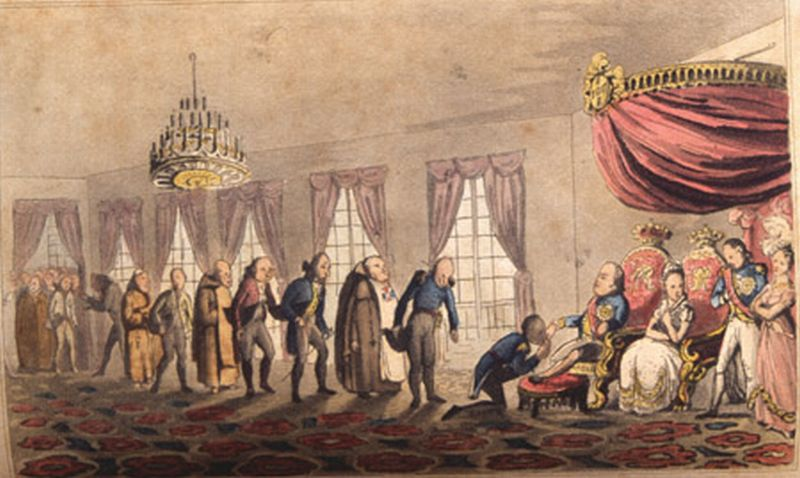
Cerimônia do Beija Mão, com D. João VI, e Carlota Joaquina, no Paço Imperial.

Para a aclamação do rei Dom João VI foi construída a "Varanda", um anexo monumental entre o Paço e o Convento do Carmo, onde se realizou a cerimônia. A mesma Varanda foi utilizada nas coroações de D. Pedro I (1822-1831) e D. Pedro II (1840-1889), sendo demolida ainda durante o Segundo Reinado.

### Paço Imperial
Após a Independência do Brasil, o edifício passou a Paço Imperial, sendo chamado também de Paço do Rio de Janeiro, funcionando como despacho e residência eventual para D. Pedro I e depois para D. Pedro II. No interior há uma sala, o Pátio dos Arqueiros, que ainda mantém a decoração em estuque original da década de 1840. Neste período a fachada recebeu o acréscimo de uma platibanda em torno do terceiro andar e que ocultava o telhado. Foi no Paço que, a 9 de janeiro de 1822, D. Pedro I decidiu ficar no Brasil e não voltar a Portugal (Dia do Fico). Também foi numa das salas do Paço que a Princesa Isabel assinou, dia 13 de maio de 1888, a Lei Áurea, libertando os escravos.

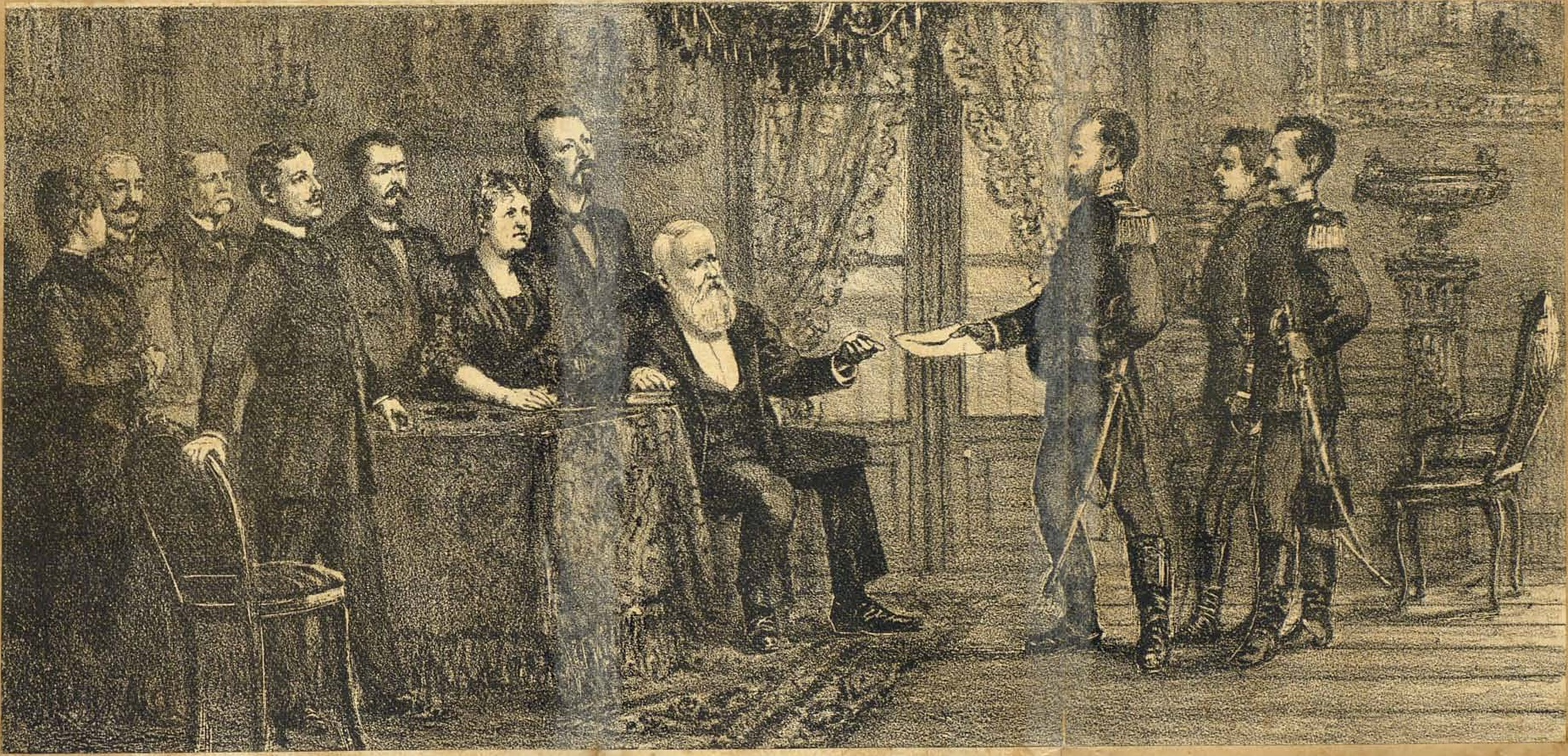
Entrega da mensagem sobre o exílio a D. Pedro II, pelo Major Sólon, no Paço Imperial, no dia 16 de novembro de 1889.

### Decadência e recuperação

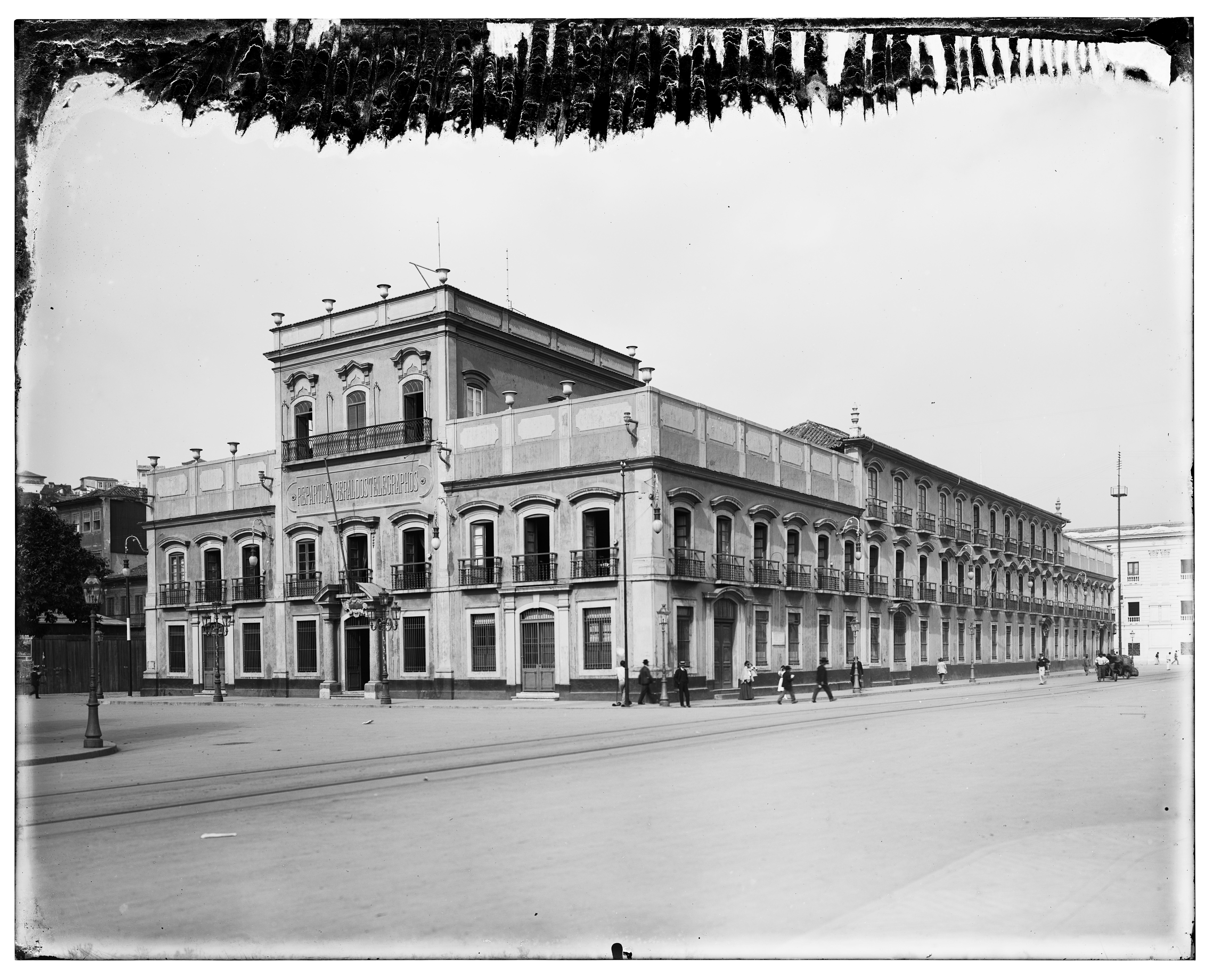
Paço Imperial, quando foi Repartição Geral dos Telégrafos, em 1895. Fotografia de Marc Ferrez.

Após a Proclamação da República, em 1889, as propriedades da Família Imperial e seus bens foram arrestados e leiloados. O Paço foi transformado em Agência Central dos Correios e Telégrafos. A decoração interna - estuques, pinturas e decoração - foi destruída e dispersa. A platibanda foi retirada para a expansão do terceiro andar, que passou a ocupar toda extensão do prédio. O pátio central foi ocupado e a fachada alterada com a introdução de frontões em estilo neo-colonial. Em 1938 houve o tombamento do prédio e só em 1982 o Instituto do Patrimônio Histórico e Artístico Nacional restaurou o Paço à forma que tinha em 1818.

## O Paço hoje
Atualmente o Paço Imperial é um Centro Cultural onde ocorrem mostras dos mais variados tipos (pintura, fotografia, escultura, cinema, música, etc). O Paço dispõe de uma biblioteca de arte e arquitetura (Biblioteca Paulo Santos) e várias lojas (livraria, disqueria, restaurante).

## Galeria

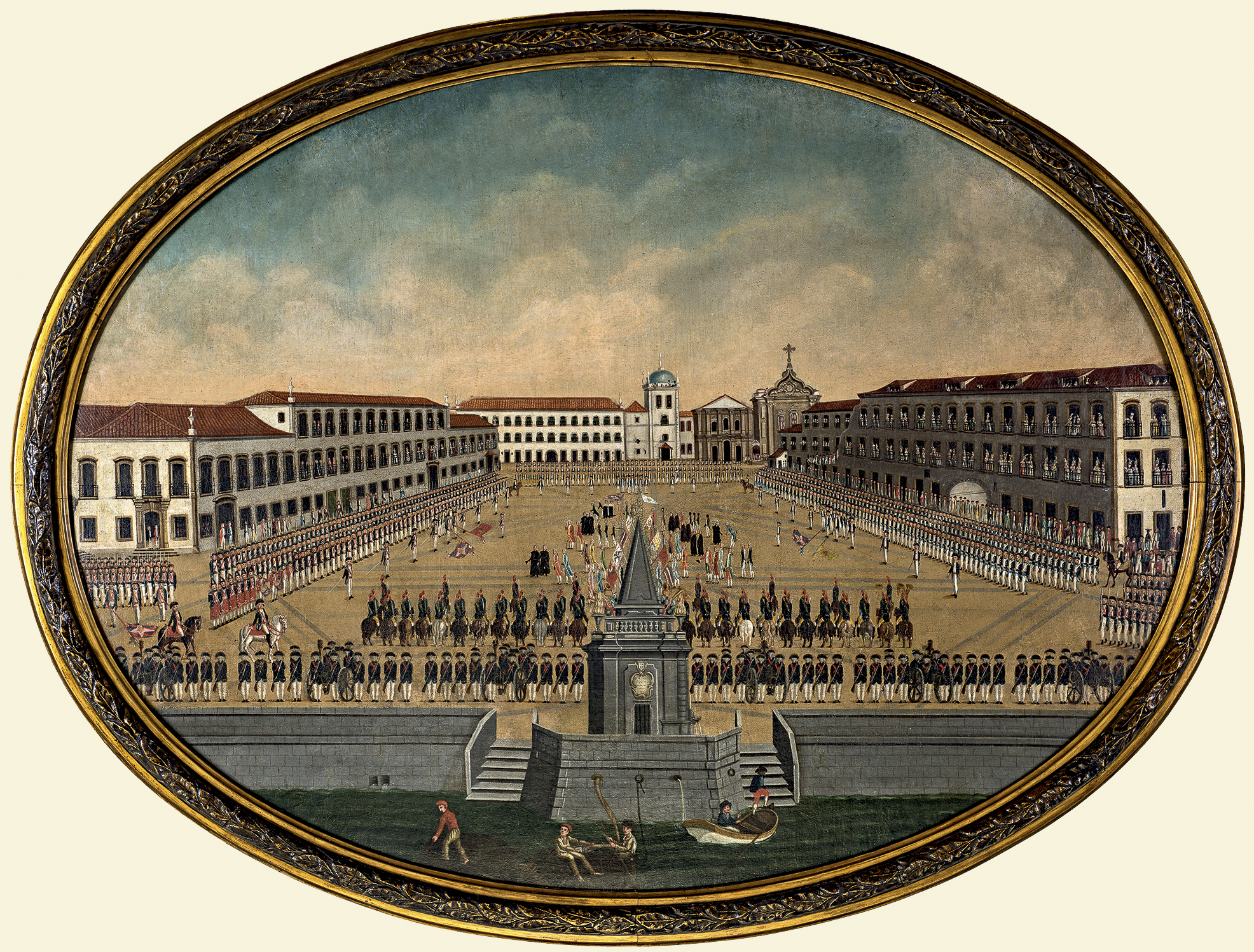
Revista militar no Largo do Paço, pintura de Leandro Joaquim, por volta de 1790. Coleção do Museu Histórico Nacional.
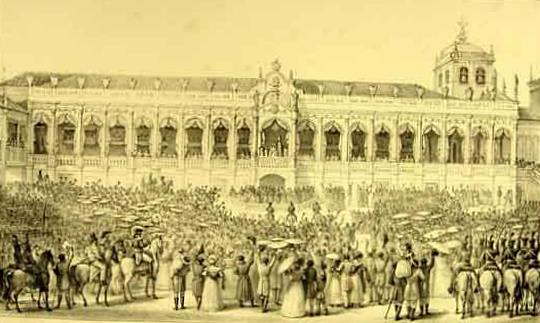
Aclamação de Dom João VI.
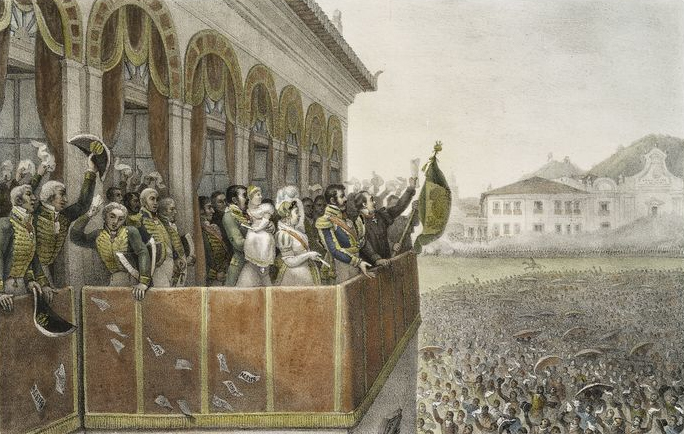
Príncipe Regente Dom Pedro recebe a aclamação popular no chamado Dia do Fico.
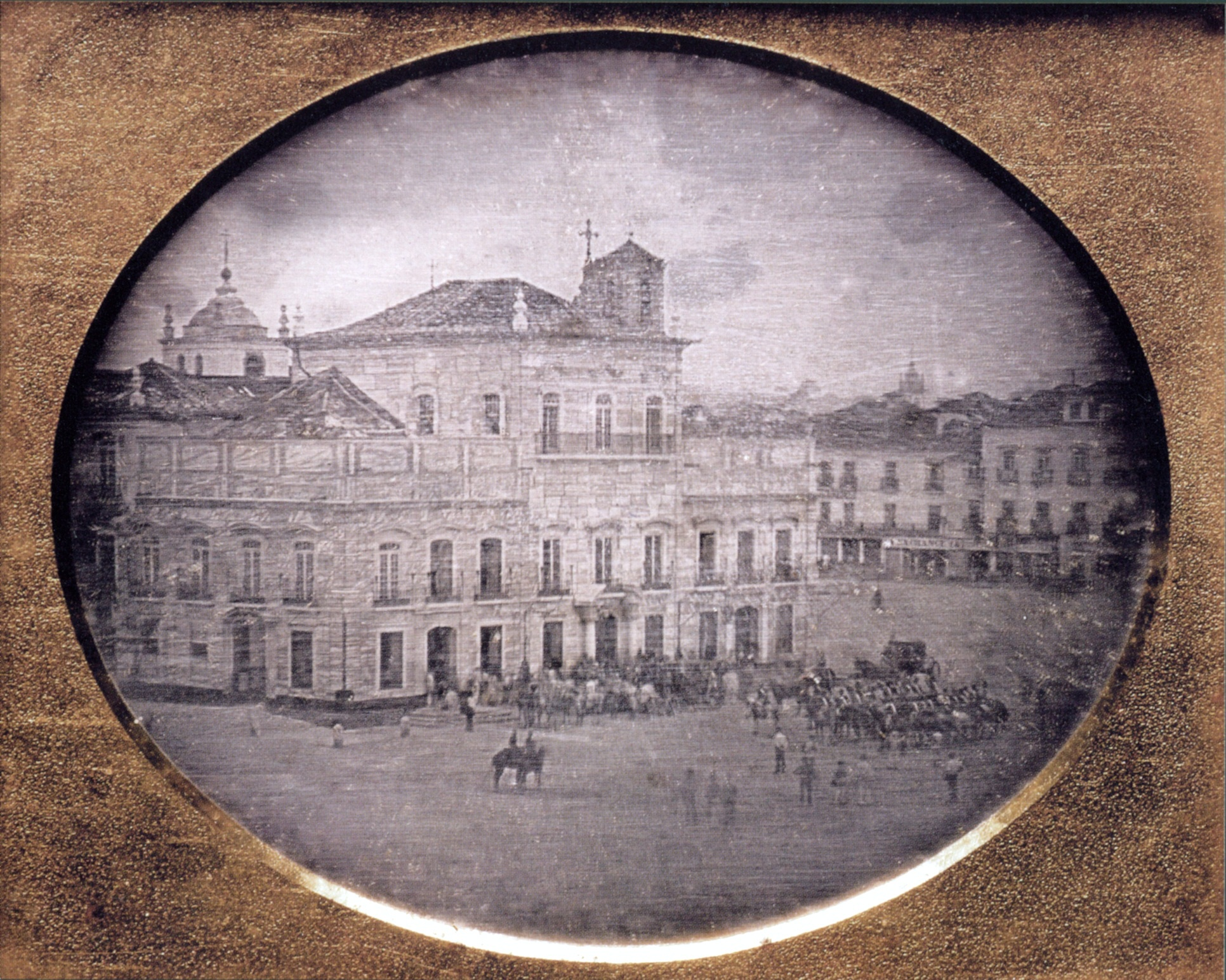
Paço Imperial (c. 1840).
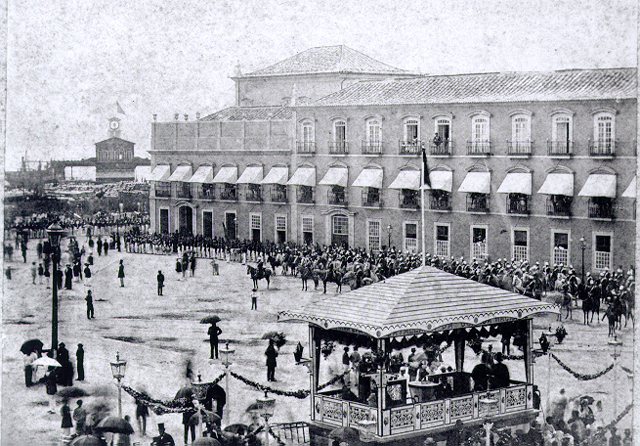
Vista do Paço no dia do casamento da Princesa Imperial Dona Isabel (1864).
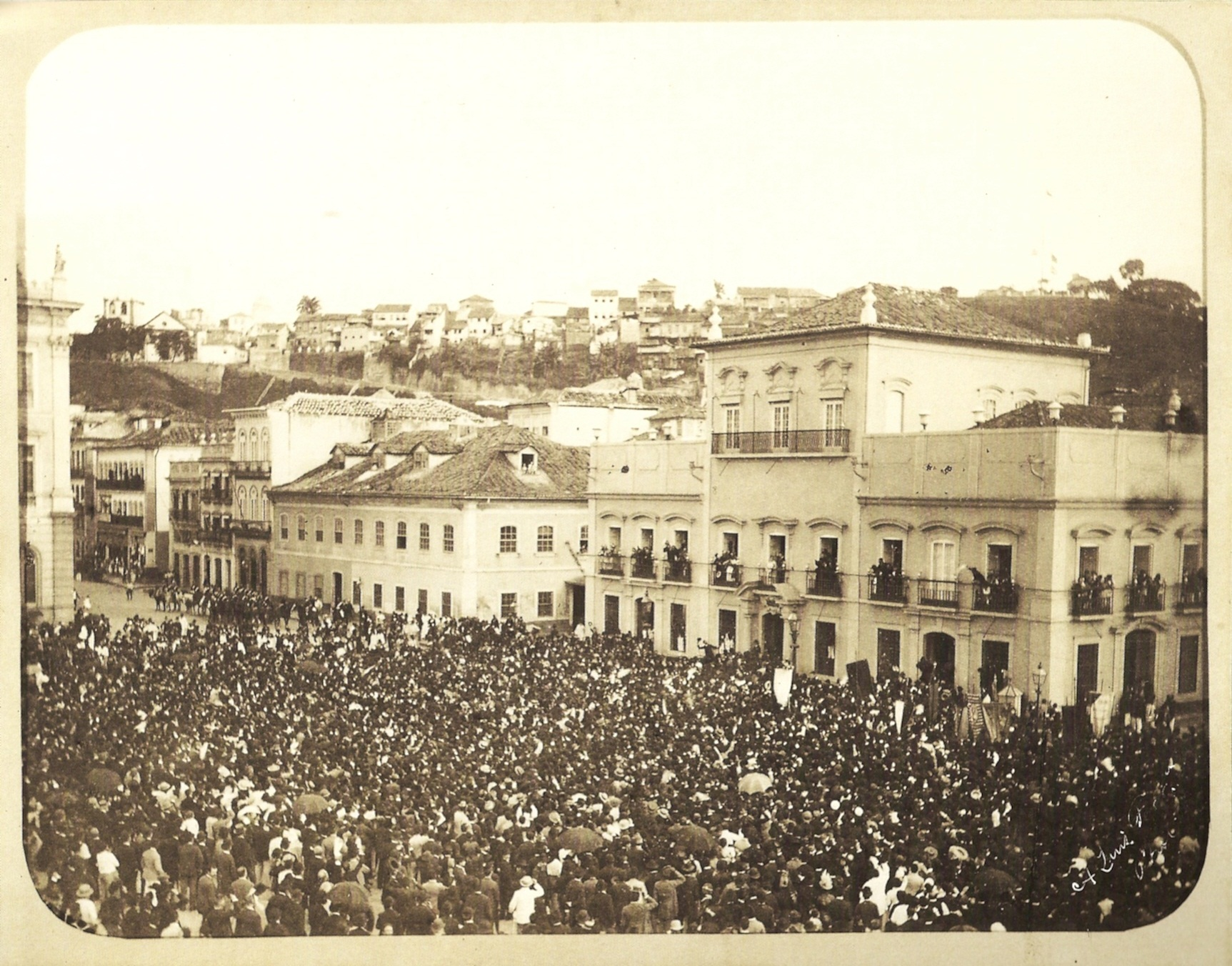
O povo diante do Paço após a sanção da Lei Áurea (1888).
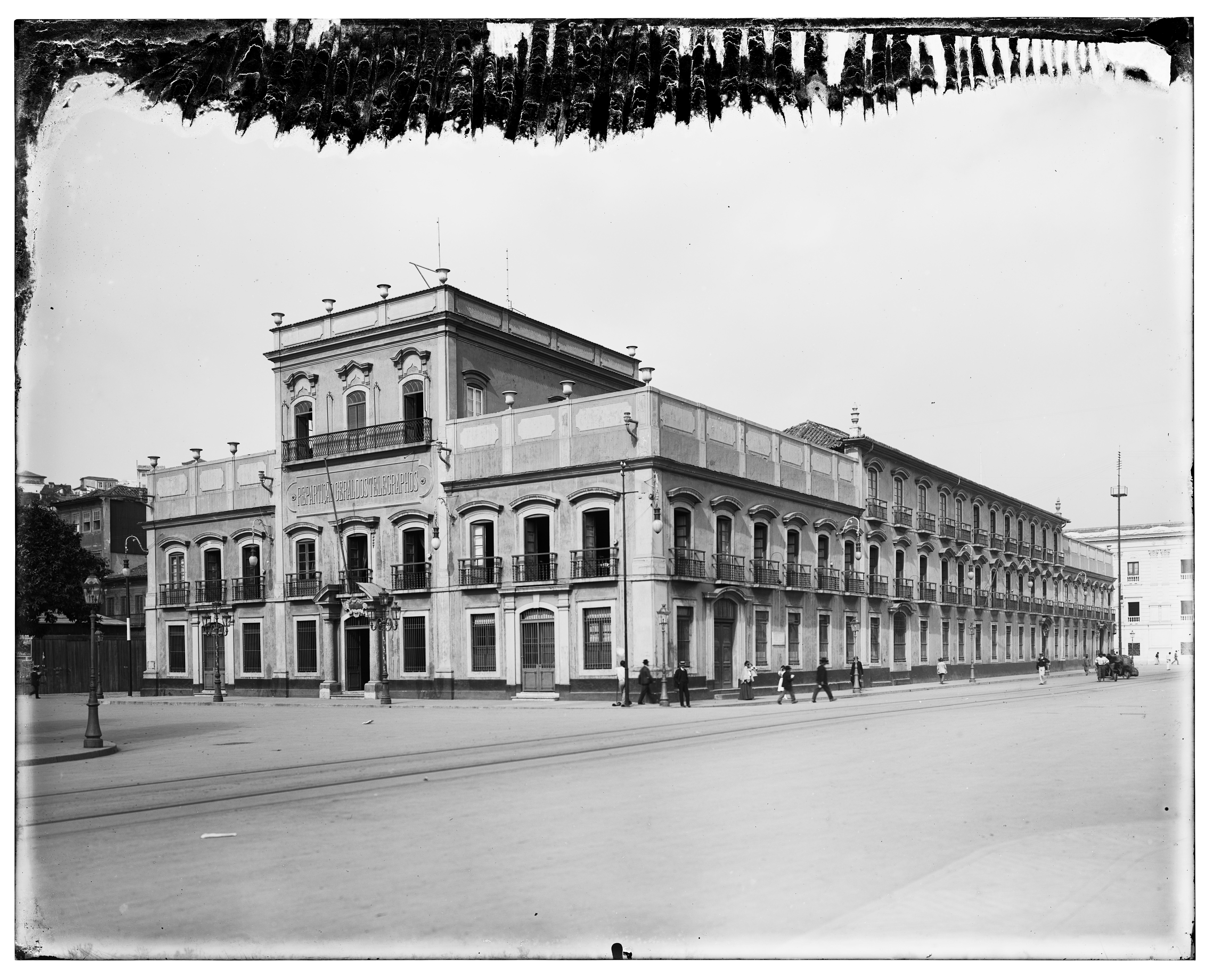
Paço Imperial ao final do século XIX.
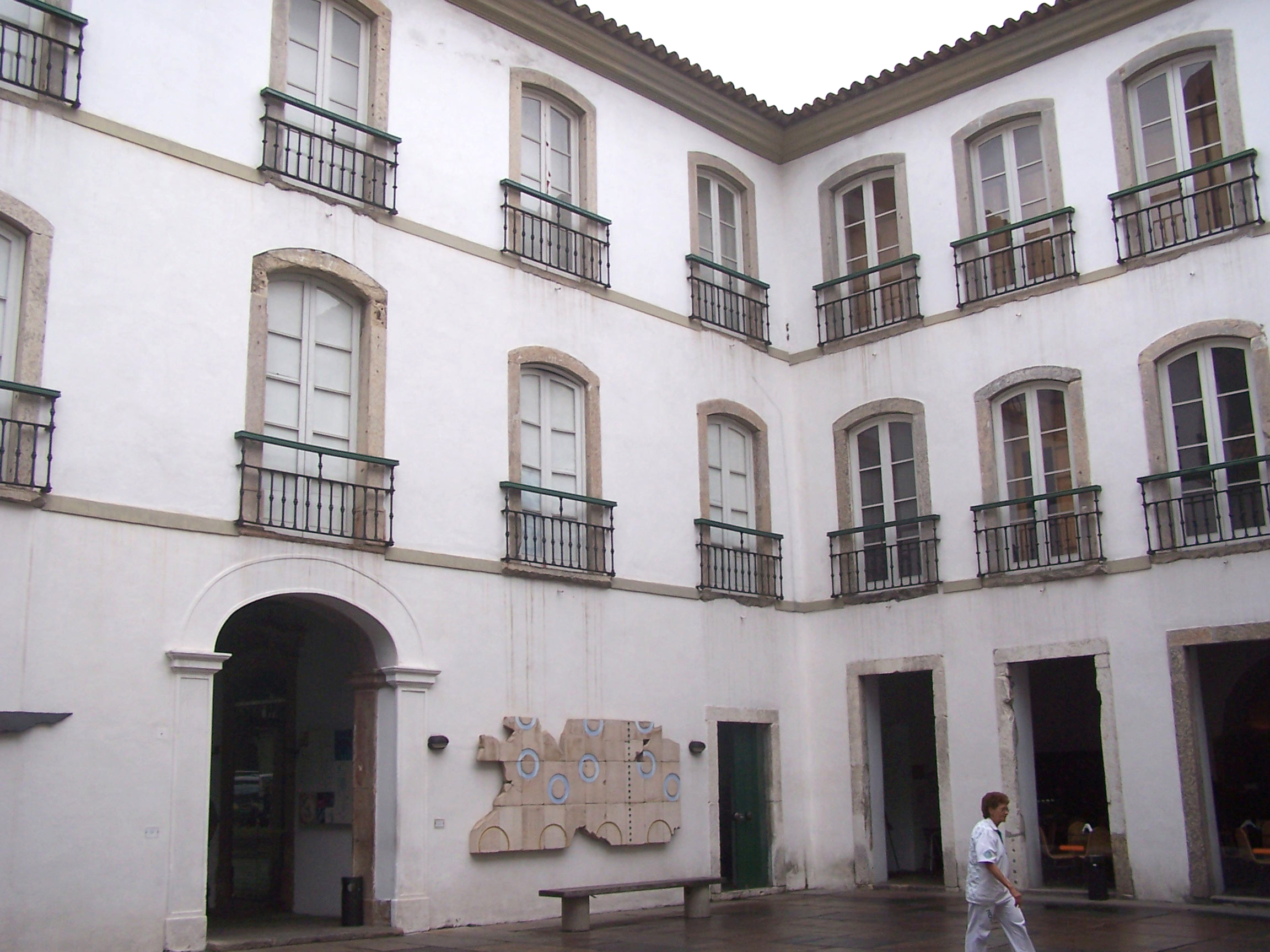
Pátio interno.
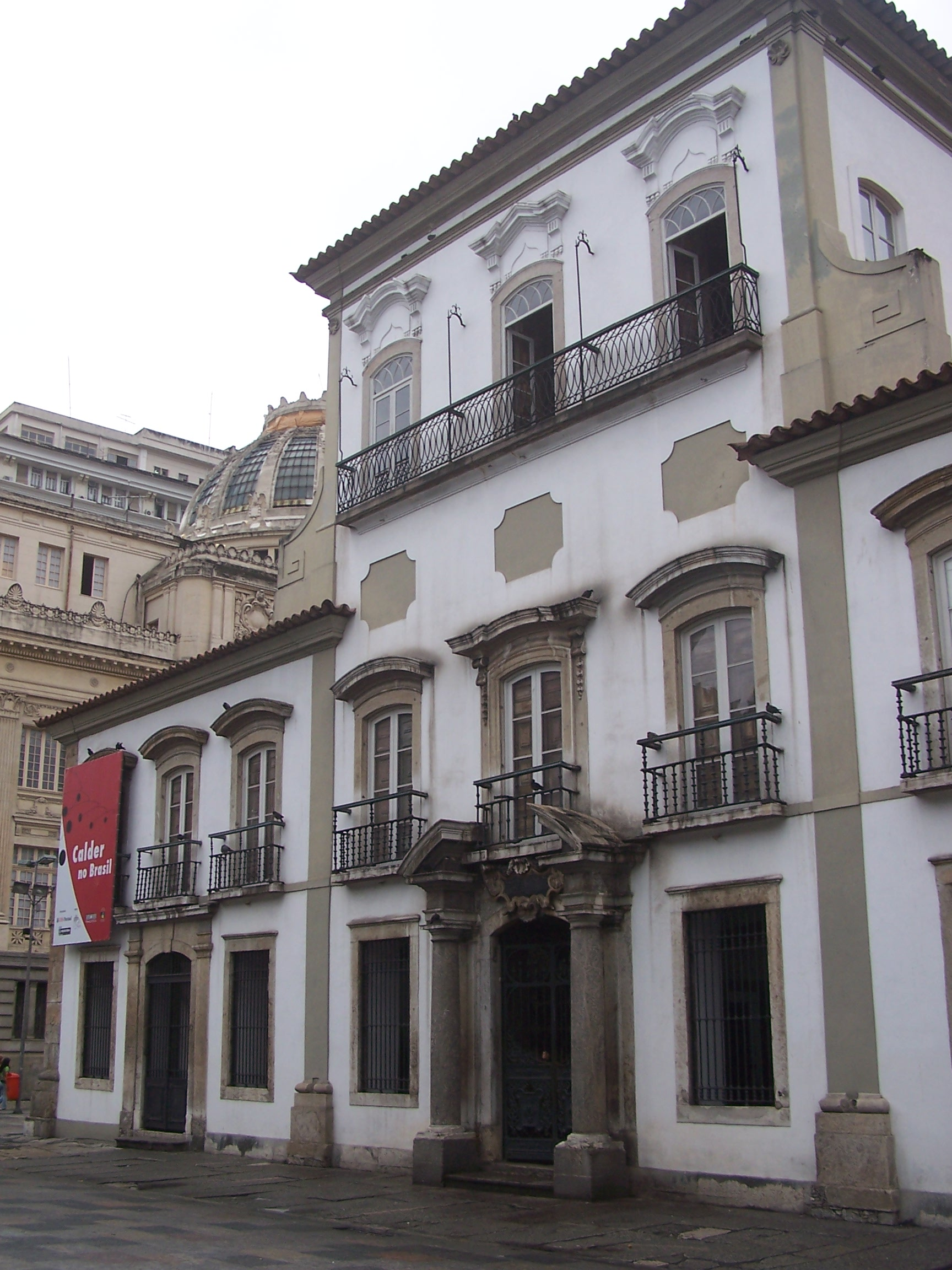
Vista frontal.
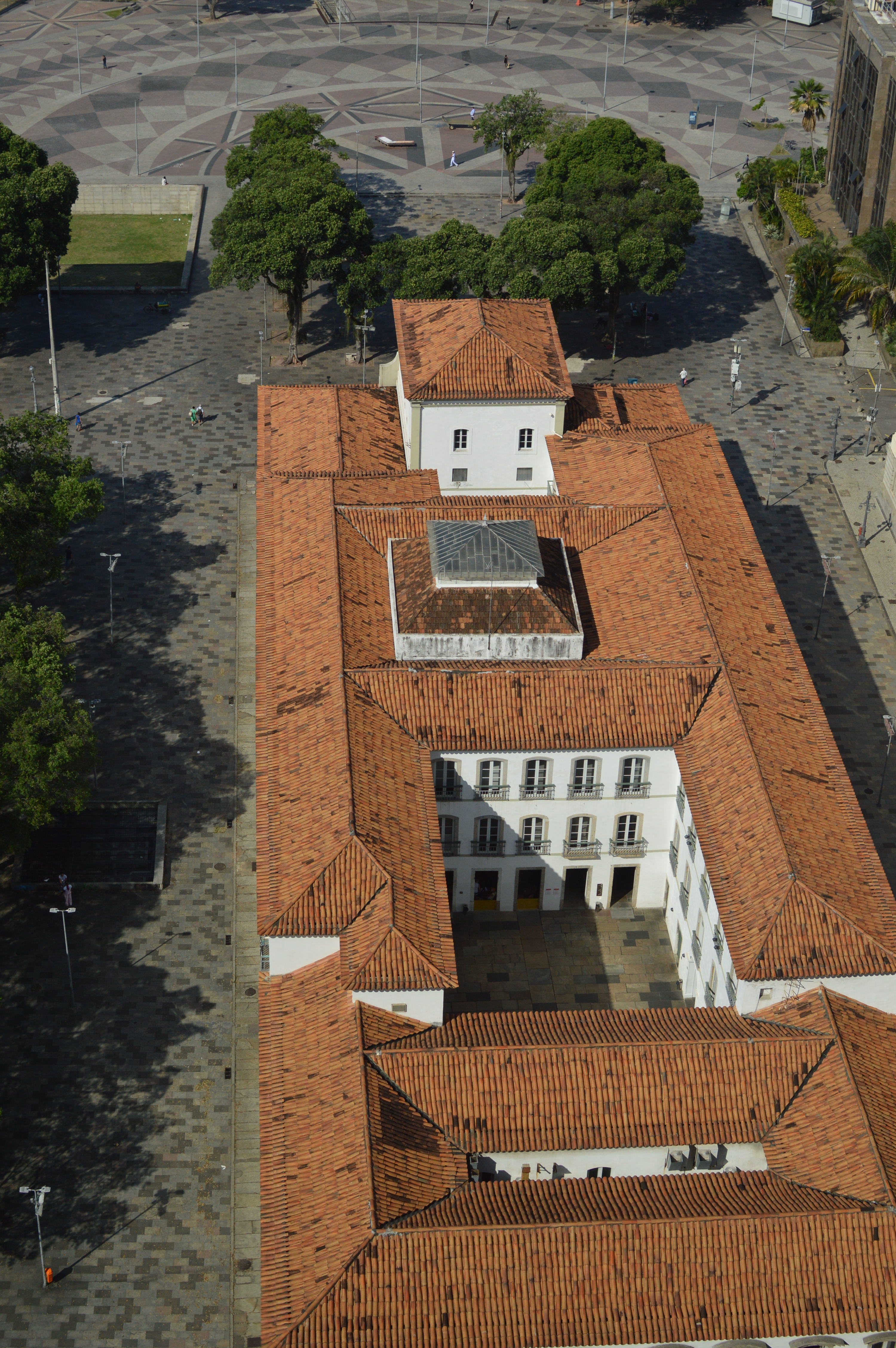
Vista aérea.
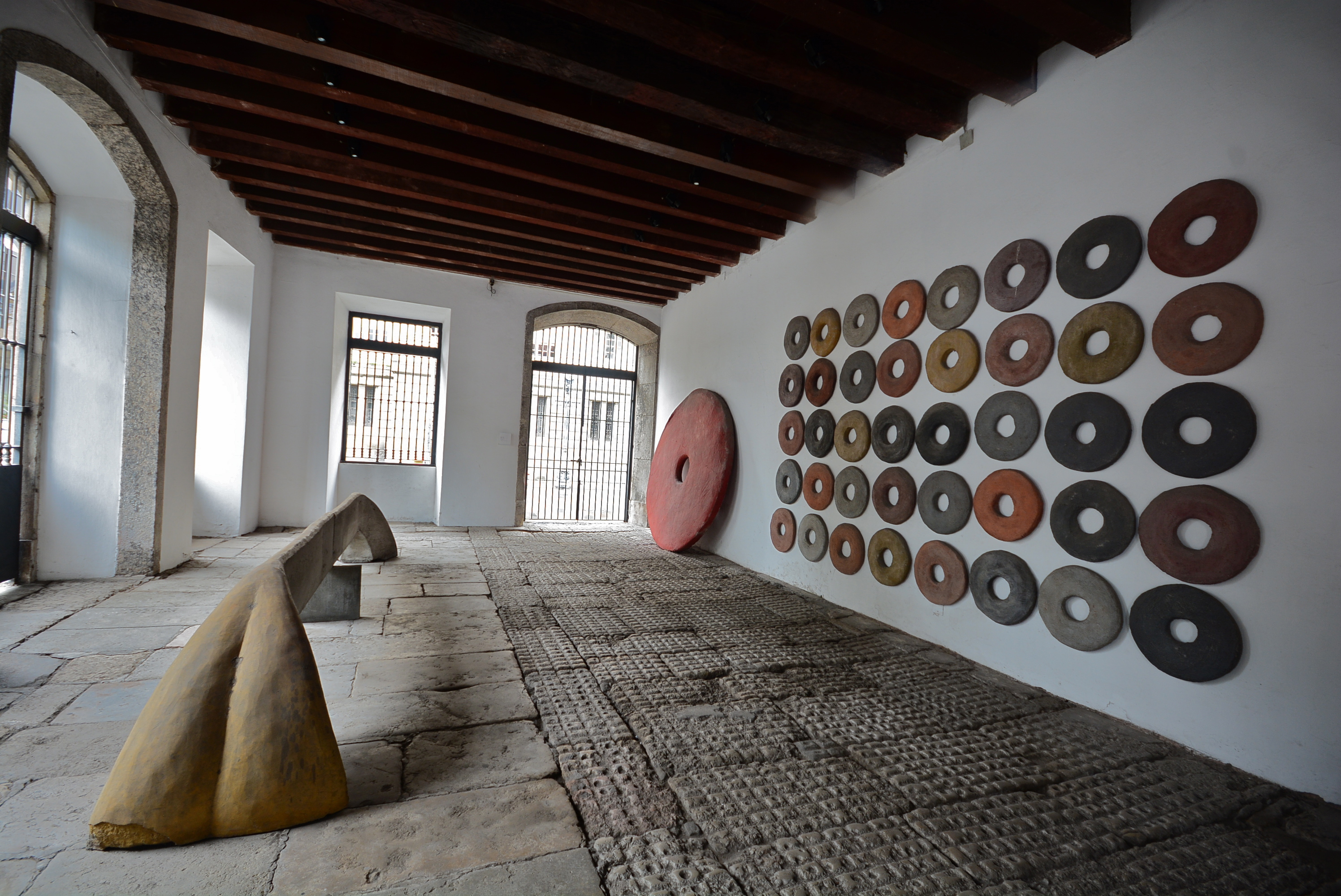
Rés do chão do Paço.
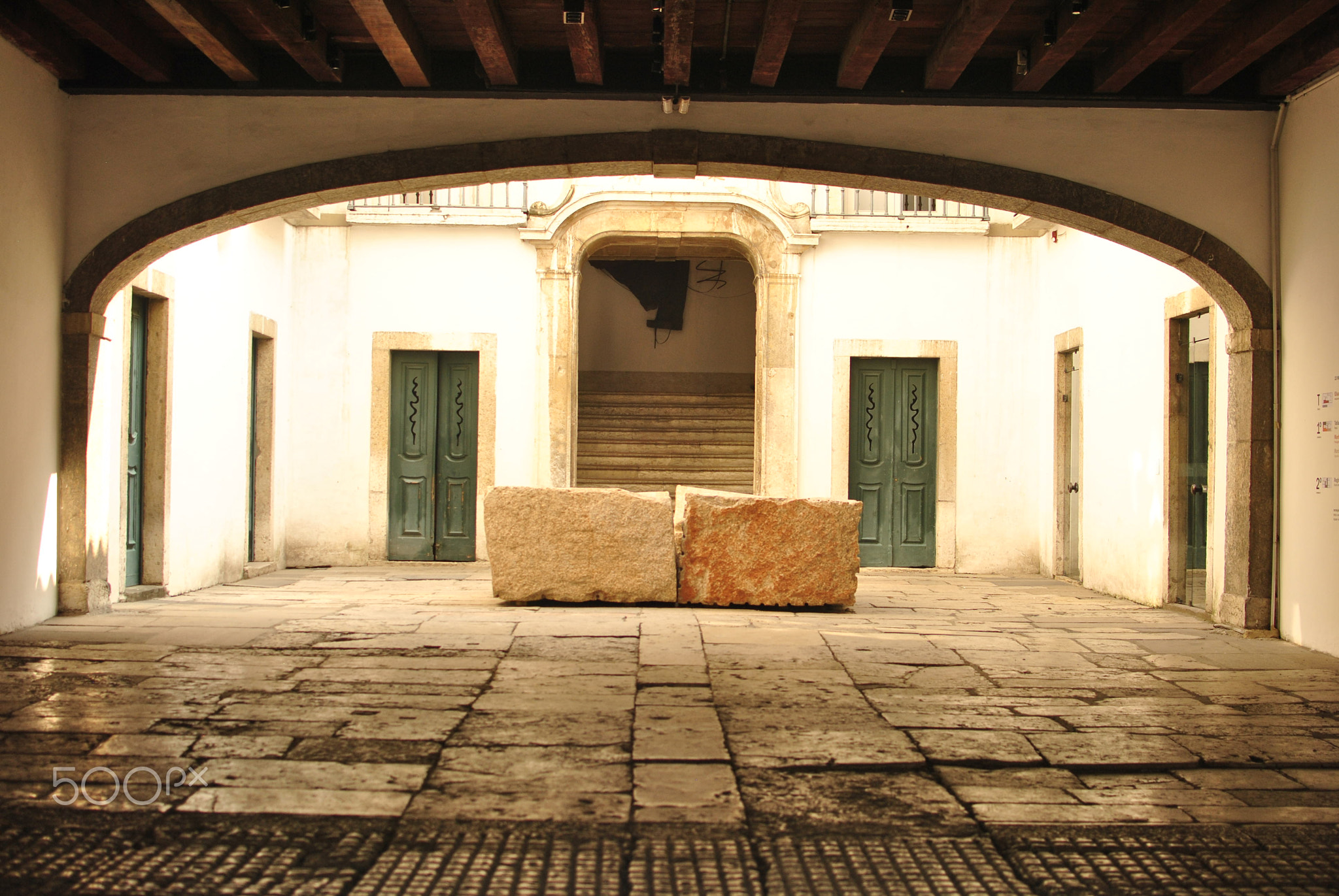
Pátio central do Paço.
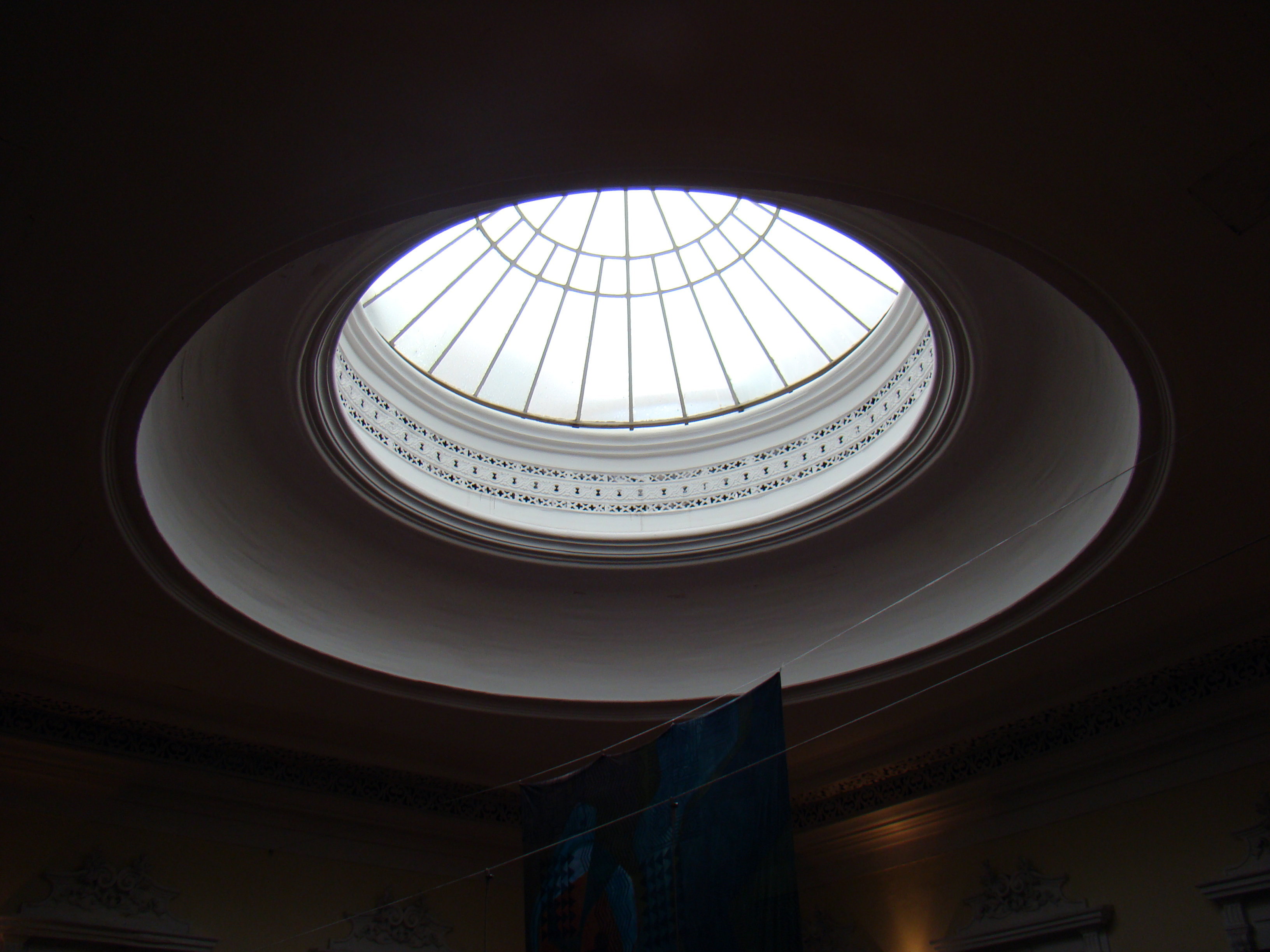
Claraboia no interior do Paço.